# Скочув (гміна)
Гміна Скочув (пол. Gmina Skoczów) — місько-сільська гміна у південній Польщі. Належить до Цешинського повіту Сілезького воєводства.
Станом на 31 грудня 2011 у гміні проживало 26547 осіб.

## Територія
Згідно з даними за 2007 рік площа гміни становила 63.27 км², у тому числі:
- орні землі: 63.00 %
- ліси: 22.00 %

Таким чином, площа гміни становить 8.66 % площі повіту.

## Населення
Станом на 31 грудня 2011:
| Опис     | Загалом | Загалом | Чоловіки | Чоловіки | Жінки | Жінки |
| -------- | ------- | ------- | -------- | -------- | ----- | ----- |
| одиниця  | осіб    | %       | осіб     | %        | осіб  | %     |
| все      | 26547   | 100     | 12736    | 47.98    | 13811 | 52.02 |
| міське   | 14876   | 100     | 7062     | 47.47    | 7814  | 52.53 |
| сільське | 11671   | 100     | 5674     | 48.62    | 5997  | 51.38 |

## Сусідні гміни
Гміна Скочув межує з такими гмінами: Бренна, Ґолешув, Дембовець, Струмень, Устронь, Хибе, Ясениця.